# جيروم والترز
جيروم والترز (بالإنجليزية: Jerome Walters)‏ هو منافس ألعاب قوى أمريكي، ولد في 9 أبريل 1930، وتوفي في 5 مارس 1998.

## وصلات خارجية
- جيروم والترز على موقع أوليمبيديا (الإنجليزية)